# Irfan Habib
Irfan Habib (em hindi:  इरफान हबीब, em urdu:  برفان ببیب, em gujarati:  ઈરફાન હબીબ, Vadodara, 10 de agosto de 1931) é um historiador, professor e escritor indiano especializado em história antiga e medieval da Índia. Habib é marxista e adota a análise de materialismo histórico em diversos estudos históricos. É autor de diversos livros incluindo Agrarian System of Mughal India, 1556-1707, considerado um dos principais estudos sobre a condição agrária da Índia pré-colonial.

## Primeiros anos e vida pessoal
Habib nasceu em uma família indiana de origem muçulmana, filho de Mohammad Habib, notável historiador marxista e considerado um dos principais ideólogos do Partido Comunista da Índia (Marxista), com sua esposa Sohaila Habib (nascida Tyabji).
Seu avô paterno era Mohammad Naseem, um rico advogado e membro do Partido do Congresso, e seu avô materno foi  Abbas Tyabji, que chegou à ocupar o cargo de Chefe de Justiça do Supremo Tribunal do estado principesco de Vadodara, além de ser um notório seguidor do ativista Mahatma Gandhi.
Habib casou-se com Sayera Habib (nascida Siddiqui), que ocupou o cargo de professora de Economia na Aligarh Muslim University (AMU). O casal possui uma filha, a bioquímica Saman Habib.

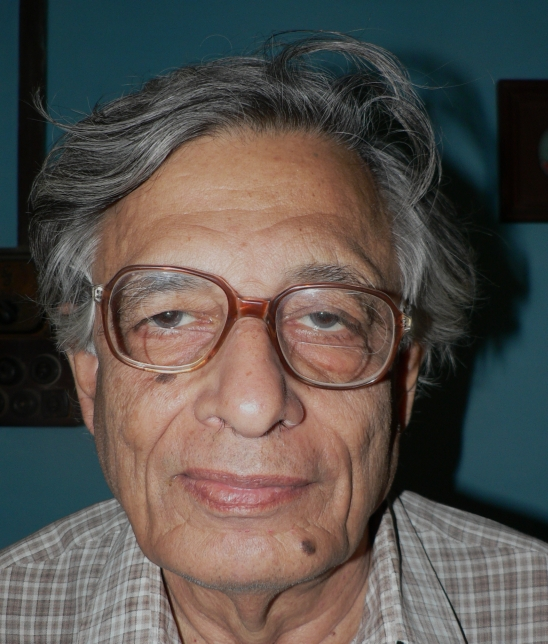
Irfan Habib em 2007.

## Carreira acadêmica
Habib completou sua graduação e pós-graduação no curso de História da Aligarh Muslim University (AMU) nos anos de 1951 e 1953, respectivamente. Destacou-se como o melhor aluno da sala em ambos os programas de estudo. Depois de obter seu mestrado, ele começou a atuar como professor na AMU. Posteriormente em 1956, ele realizou seu doutorado na New College Oxford, instituição vinculada à Universidade de Oxford, na Inglaterra.
Após retornar de Oxford, Habib ingressou na AMU como membro efetivo do corpo docente; atuou como professor de história na  AMU entre os anos de 1969 à 1991, onde atualmente é professor emérito da instituição. No ano de 1991, proferiu a Radhakrishnan Lecture na universidade de Oxford.
Habib foi eleito membro correspondente da Royal Historical Society no ano de 1997, academia de historiadores localizada em Londres.
Entre suas principais áreas de estudos ao longo de uma carreira de mais de setenta anos estão assuntos como geografia histórica da Índia Antiga, a história da tecnologia indiana, história econômica medieval e o colonialismo e seu impacto na historiografia da Índia.
O economista indiano Amiya Kumar Bagchi descreve Habib como "um dos dois historiadores marxistas mais proeminentes da Índia hoje e, ao mesmo tempo, um dos maiores historiadores marxistas vivos da Índia."

## Visões e posicionamentos políticos
Habib identifica-se como um marxista.
O autor vem defendendo o secularismo. Foi um dos líderes dos historiadores no Congresso de História da Índia de 1998 que propuseram uma resolução contra a "Aafronização" da história - políticas de direita que implementam uma agenda nacionalista hindu nos livros escolares.
Por seu posicionamento no congresso, Habib entrou em uma forte conflito com o Ministério da Educação indiano e o Partido do Povo Indiano (BJP), partido que esteve adiante do país entre anos de 1998 até 2004. O historiador afirmou que o Ministério da Educação e o Partido do Povo Indiano estavam "inventando datas e adequando os fatos para incorporar à interpretação histórica do partido no imaginário popular." Em contraponto à Habib, Murli Manohar Joshi - Ministro de Ciências e Tecnologia da Índia na gestão da BJP -  lançou um livro buscando refutar o historiador.
Irfan Habib foi acusado pelo arqueologista K. K. Muhammed de vender falsos conhecimentos sobre o Templo Ram Mandir, desconsiderando completamente as evidências arqueológicas de importantes estruturas anteriores de adoração e valor devocional para os hindus.
Em dezembro de 2019, o governador de Querala, Arif Mohammad Khan acusou Irfan Habib de interromper seu discurso na sessão do Congresso de História da Índia realizada na Kannur University. Arif classificou Habib como 'intolerante' e 'antidemocrático'.

## Honrarias
- Prêmio Watumull da American Historical Association, 1982. (Juntamente com Tapan Raychaudhuri).[28]

- Padma Bhushan, 2005.[29]

- Doutor Honoris Causa pela Universidade de Calicute, 2010.[30]

- Yash Bharti, 2016.[31][30]